# Castello di Charvensod
Il castello di Charvensod (in francese Château de Charvensod) è un castello medievale fortemente rimaneggiato, di cui oggi resta solo la torre angolare originaria. Per secoli buen ritiro dei vescovi di Aosta, sorge nei pressi della chiesa parrocchiale dell'omonimo comune valdostano. Nello stesso comune si trova un altro resto di architettura militare del medioevo, la Tornettaz, nella località omonima tra il Capoluogo e il villaggio di Pont-Suaz, che faceva parte del sistema di torri di segnalazione, in contatto visivo con i vari castelli, tra cui il castello di Charvensod.

## Descrizione
Della struttura medievale rimane un tratto di cinta muraria e, a nord-ovest, i resti di una piccola torretta circolare, risalente al XIV secolo, testimonianza del passato difensivo della dimora vescovile.

## Storia
Non si sa per certo la data di edificazione. Nei documenti giunti fino a noi, il castello è citato per la prima volta nel 1305: «in domo episcopali apud Chalvenzo», come riporta lo studioso di castellologia valdostana André Zanotto. È noto anche come castello del vescovo  (in francese, Château de l'évêque) : infatti, durante il medioevo fu la residenza estiva di numerosi vescovi di Aosta, che possedevano boschi, pascoli, alpeggi e terre coltivate in tutta la zona e vi si ritiravano per riposare e meditare. I documenti a nostra disposizione ricordano che Arduce de Pont-Saint-Martin (1214-1327), in italiano Ardizzone di Pont-Saint-Martin, vi soggiornò nel 1324, nel 1326 e nel 1327 e che il giorno prima di morire ne dispose nel testamento, il 6 marzo 1327, mentre il vescovo Emerico invece vi soggiornò nel 1368, Jean-Geoffroi Gignod nel 1590.
Durante l'epidemia di peste del 1630-31, che decimò la popolazione valdostana ed europea, il castello del Vescovo venne usato dal governo locale, detto Consiglio dei Commessi (in francese Conseil des Commis), per riunirsi e prendere le decisioni più importanti.
Nel Settecento, il vescovo di Aosta François Amédée Milliet d'Arvillars, che fu ordinato tra il 1718 e il 1720, apportò alcuni abbellimenti al castello.
A metà dell'Ottocento, all'epoca delle guerre tra cantoni protestanti e cantoni cattolici svizzeri, il castello divenne il rifugio, per volontà del vescovo, dell'esule Fillier, prevosto della Congregazione del Gran San Bernardo.
Il prevosto fu probabilmente l'ultimo ecclesiastico ad abitare il castello: di lì a poco, nel 1868, il neonato Stato italiano espropriò i beni ecclesiastici, quindi il castello venne acquistato da alcune famiglie locali che lo adibirono a funzioni agricole.
Nel 1971, previa autorizzazione comunale, la struttura venne nuovamente rimaneggiata e intonacata, per essere trasformata definitivamente in funzione abitativa.